# Taz (rijeka)
Taz (rus. Таз) je rijeka koja se nalazi u zapadnom Sibiru. Duljina joj je 1,401 km, a površina porječja se procijenjuje na 150,000 km2. Njezin srednji i donji tok nalaze se unutar Jamalskonenečkog autonomnog okruga, dok gornji tok graniči s Krasnojarskim krajem.
Danas uništeni grad Mangazeja nalazio se uz Taz.

## Tok rijeke
Taz počinje u blizini jezera Dinda, sibirski Uvali, brdovito područje zapadnosibirske nizine. Teče otprilike prema sjeverozapadu kroz uglavnom nenaseljena područja. Njegovo ušće je u estuariju Taza, oko 250 km dugom estuariju koji počinje u području naselja Tazovski i završava u Obskom zaljevu. Portage povezuje Taz s rijekama Turukhan i Jenisej. U njegovom slivu nalaze se brojna jezera, kao što je Čiortovo.
Njegovi glavni pritoci su Boljšaja Širta i Hudosej s desne strane te Tolka i Časelka s lijeve strane.

## Vanjske poveznice
- Flooding
- Pictures taken by Landsat showing areas in western Siberia allegedly changing owing to global warming
- Ethnographic data of the Taz River area
- Bears in the Taz River area  Arhivirana inačica izvorne stranice od 26. rujna 2008. (Wayback Machine)